# Popivka, Krasnodon
Popivka (în ucraineană Попівка) este un sat în comuna Velîkîi Suhodil din raionul Krasnodon, regiunea Luhansk, Ucraina.

## Demografie
Componența lingvistică a localității Popivka
     Rusă (75,28%)
     Ucraineană (23,96%)
Conform recensământului din 2001, majoritatea populației localității Popivka era vorbitoare de rusă (75,28%), existând în minoritate și vorbitori de ucraineană (23,96%).